# 大江宏
大江宏（おおえ ひろし、1913年（大正2年）6月14日 - 1989年（平成元年）3月3日）は、日本の建築家。
モダニズムと日本の伝統様式とを決して融合することなく「混在併存」させた建築意匠で知られる。また、教育者として法政大学建築学科の礎を築き、多くの後進を育成した。主な作品に法政大学、香川県立丸亀武道館、普連土学園、国立能楽堂など。日本芸術院会員。勲三等旭日中綬章叙勲。秋田県秋田市生まれ。
父の大江新太郎は明治神宮造営技師を務め、日光東照宮の修理、および明治神宮宝物殿、神田明神の設計を手がけた建築家。長男の大江新は建築家・法政大学名誉教授。

## 経歴
- 1913年（大正2年）　父・大江新太郎、母規矩児（菊路）の長男として、秋田市にて生まれる。生後間もなく父の赴任地、日光山内安養院に戻る。
- 1916年（大正5年）　大江新太郎は、日光東照宮修理事業に主任技師として関わる。東京赤坂台に転居。さらに小石川原町に転居。
- 1918年（大正7年）　東京女子師範学校（現・お茶の水女子大学）付属幼稚園に入園。
- 1920年（大正9年）　成蹊小学校入学。
- 1925年（大正14年）　成蹊小学校卒業。成蹊高等学校尋常科へ進学。
- 1930年（昭和5年）　成蹊高等学校高等科へ進学。
- 1934年（昭和9年）　成蹊高等学校卒業。東京帝国大学を受験するも不合格。
- 1935年（昭和10年）　東京帝国大学工学部建築学科入学。同級生に、丹下健三、浜口隆一、一級上には、薬師寺厚、立原道造、入江雄太郎（留年し卒業は同期）らがいた。6月、父・新太郎死去。
- 1938年（昭和13年）　東京帝国大学卒業。卒業論文「建築平面」、卒業設計「工作文化研究所」。丹下健三、浜口隆一とともに辰野賞銅賞を受賞。卒業後半年ほど浪人し、その後文部省宗教局保存課に勤務。内閣紀元二六〇〇年祝典事務局嘱託技官として、歴史博物館計画を担当[2]。あわせて神武天皇聖跡調査を命じられる。
- 1941年（昭和16年）　文部省を辞し、三菱地所建築部入所。工場、寮のほか、朝鮮平壌市「三菱製鋼迎賓館」を設計。10月6日、山羽まりと結婚。
- 1942年（昭和17年）　東京・世田谷の自邸をコロニアル風に設計（戦時下の十五坪制限住宅）。
- 1946年（昭和21年）　三菱地所退社。弟の透・修とともに大江建築事務所設立。
- 1948年（昭和23年）　法政工業専門学校建設科教授に就任。大学時の師・平山嵩の口添えで建設科（建築＋土木）の創設メンバーに加わる。大江建築事務所を大江宏研究室と改称。
- 1950年（昭和25年）　法政大学工学部発足。建設工学科が誕生し、助教授に就任。
- 1952年（昭和27年）　法政大学市ヶ谷キャンパス計画着手。
- 1953年（昭和28年）　教授に昇格。
- 1954年（昭和29年）　3月、サンパウロ市400年記念日本館（設計：堀口捨己）の監理とヴェネツィア・ビエンナーレ日本館敷地選定のため海外出張。あわせて北南米、ヨーロッパ14ヵ国を約半年間にわたって旅行。丹下健三・吉阪隆正らと共に「例の会」を発足。
- 1958年（昭和33年）　日本建築学会理事、『建築雑誌』編集委員長（1957年3月号～59年2月号）。
- 1959年（昭和34年）　日本建築家協会理事、企画委員長。日本建築学会賞選考委員。「法政大学校舎」において、文部大臣芸術選奨および日本建築学会賞作品賞受賞。
- 1960年（昭和35年）　メキシコ建築家協会名誉会員。「法政大学校舎」により建築業協会賞受賞。
- 1962年（昭和37年）　博士論文「大学の成立と発展　大学の計画を導く理念の探究」により東京大学より工学博士学位を受く。大江宏研究室を大江宏建築事務所に改称。目白に事務所を置く（1968年原宿に移転、1969年有楽町に移転）。
- 1965年（昭和40年）　法政大学海外留学制度により、地中海圏諸地域および中近東諸国を旅行。
- 1970年（昭和45年）　法政大学工学部長。
- 1973年（昭和48年）　日本建築家協会会長就任（1976年まで）。
- 1974年（昭和49年）　「丸亀武道館」により毎日芸術賞受賞。
- 1981年（昭和56年）　「丸亀武道館他一連の作品」により日本芸術院賞受賞[3]。母・規矩児死去。
- 1984年（昭和59年）　法政大学を定年退職。名誉教授となる。
- 1985年（昭和60年）　日本芸術院会員。勲三等旭日中綬章叙勲。国立能楽堂により建築業協会賞受賞。
- 1988年（昭和63年）　「建築設計・建築論・建築教育における一連の業績」により日本建築学会賞大賞を受賞。
- 1989年（平成元年）　聖路加国際病院にて逝去。享年75。「追悼　大江宏展」がギャラリー・間で開催。
- 2013年（平成25年）　11月、生誕百年記念事業「大江宏・考」特別講演会（講師：磯崎新・中川武）およびアーカイヴ展が法政大学にて開催された。

## 作品

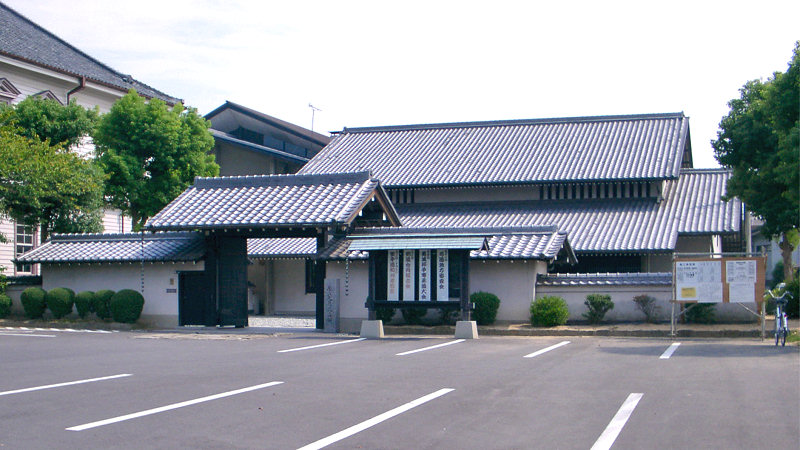
香川県立丸亀高等学校武道館

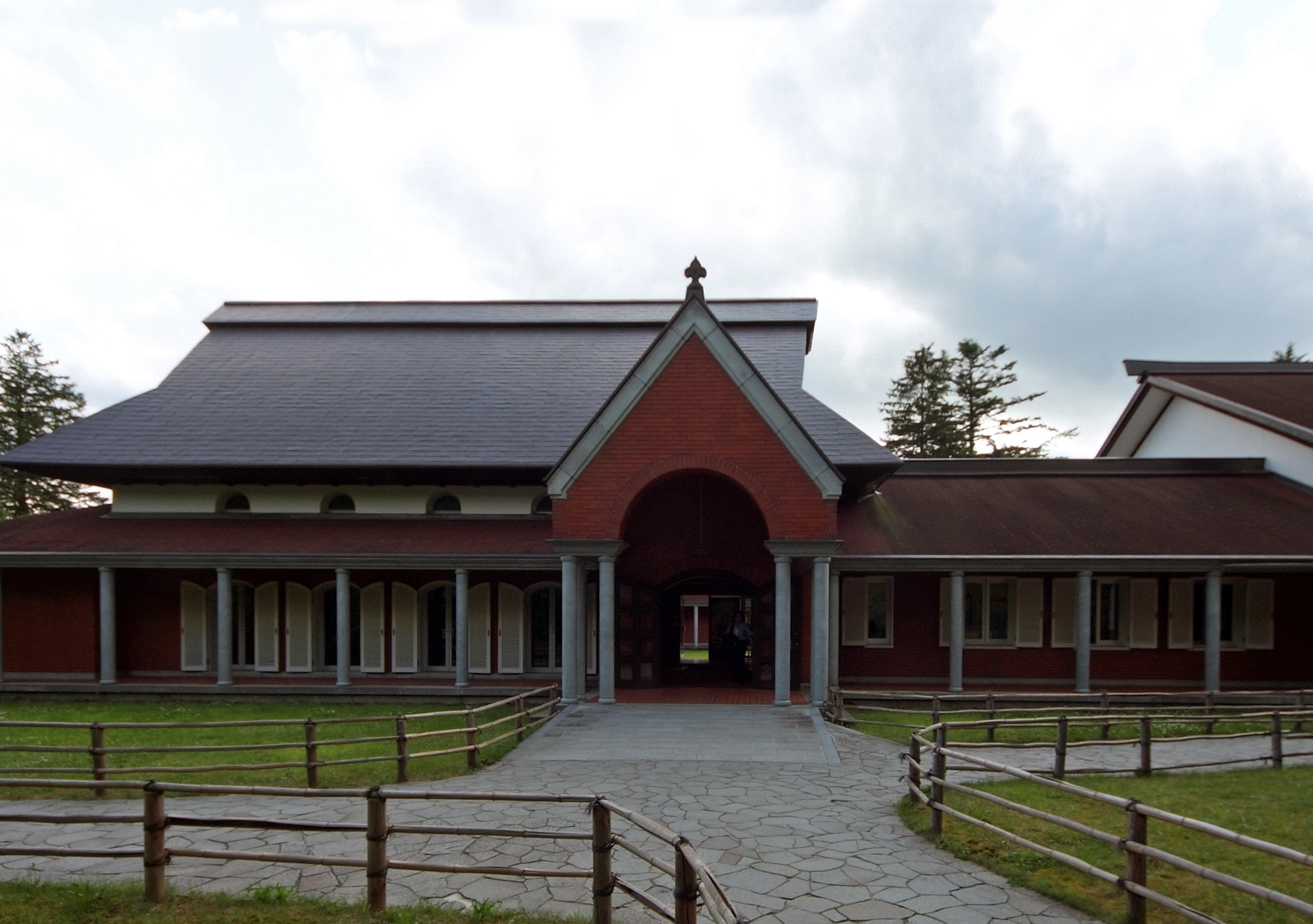
角館樺細工伝承館

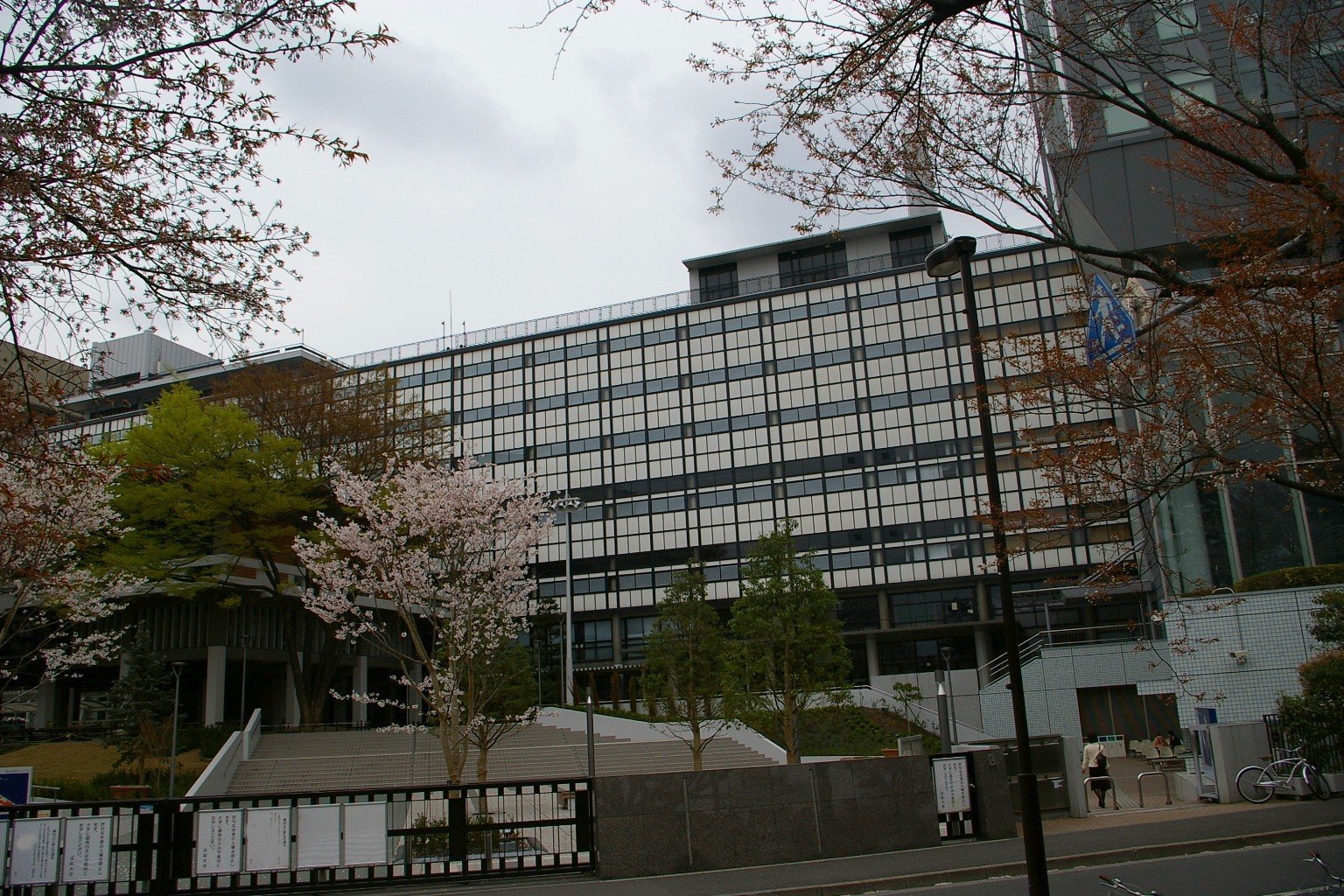
法政大学55年館

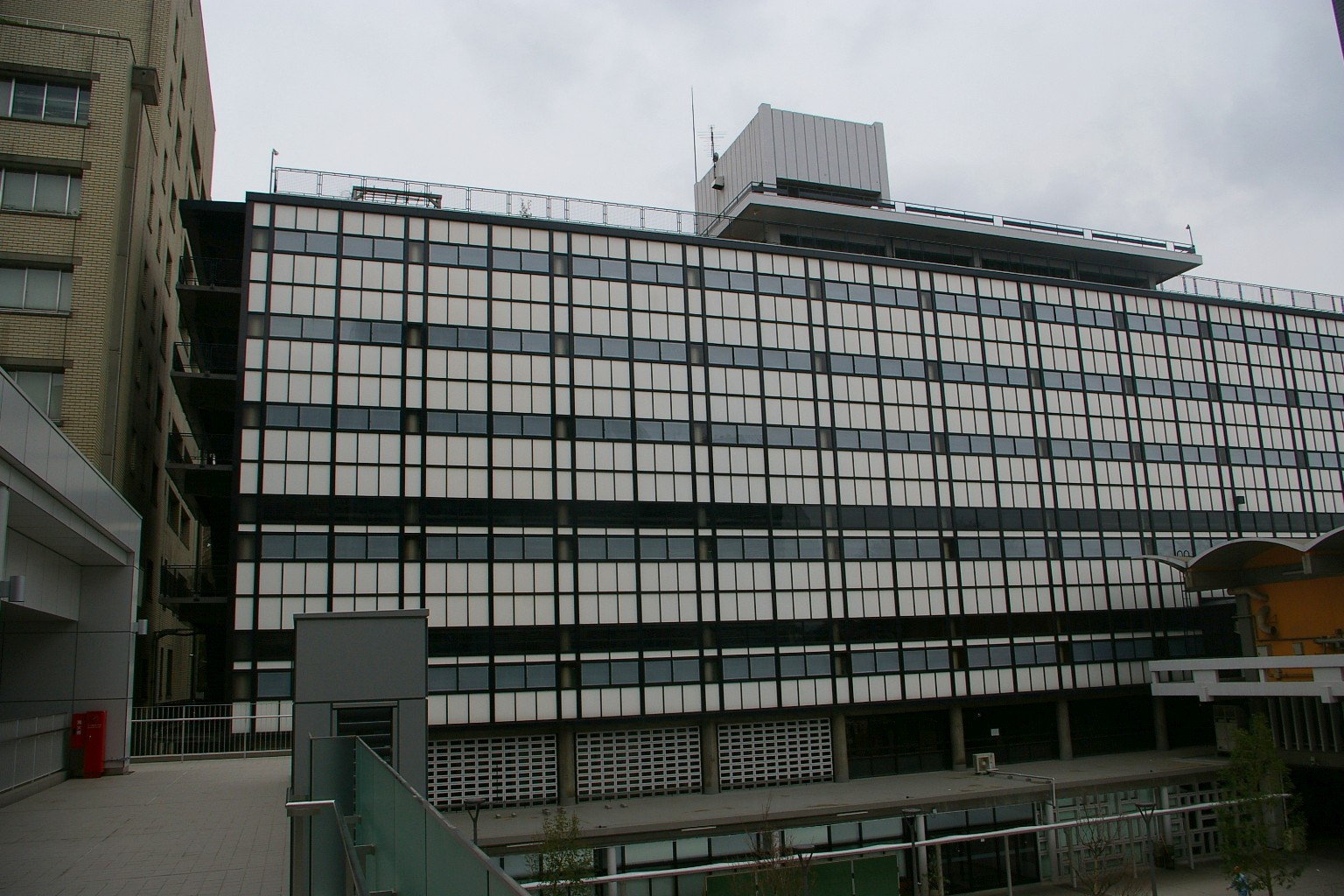
法政大学58年館

| 名称                           | 年     | 所在地         | 状態                                       | 備考                             |
| ------------------------------ | ------ | -------------- | ------------------------------------------ | -------------------------------- |
| 大串邸                         | 1939年 | 東京都練馬区   |                                            |                                  |
| 尾崎咢堂邸                     | 1939年 | 神奈川県逗子市 | 現存せず                                   |                                  |
| 大和中宮寺厨子                 | 1940年 | 奈良県斑鳩町   |                                            |                                  |
| 東洋英和女学院小学部           | 1954年 | 東京都港区     | 現存せず                                   |                                  |
| 法政大学55年館                 | 1955年 | 東京都千代田区 | 2019年に全て解体                           |                                  |
| 三木ビル                       | 1957年 | 東京都中央区   | 現存せず                                   |                                  |
| 法政大学58年館                 | 1958年 | 東京都千代田区 | 2019年に全て解体                           |                                  |
| 梅若能楽学院                   | 1960年 | 東京都中野区   |                                            |                                  |
| 法政大学62年館                 | 1962年 | 東京都新宿区   | リノベーションの上2008年から市ヶ谷田町校舎 |                                  |
| 乃木神社                       | 1962年 | 東京都港区     |                                            |                                  |
| 追分の山荘                     | 1962年 | 長野県軽井沢町 |                                            |                                  |
| 在日メキシコ大使館             | 1963年 | 東京都千代田区 |                                            |                                  |
| 第二三木ビル                   | 1964年 | 東京都中央区   |                                            |                                  |
| 香川県文化会館                 | 1965年 | 香川県高松市   |                                            | 1997年日本建築家協会25年賞       |
| 参議院副議長公邸               | 1965年 | 東京都品川区   |                                            |                                  |
| 尾鷲市体育文化会館             | 1967年 | 三重県尾鷲市   |                                            |                                  |
| 普連土学園                     | 1968年 | 東京都港区     |                                            |                                  |
| マリアン・ハウス               | 1968年 | 東京都調布市   |                                            |                                  |
| 乃木会館                       | 1968年 | 東京都港区     |                                            |                                  |
| 九十八叟院                     | 1969年 | 東京都小平市   |                                            | 現・平櫛田中彫刻美術館           |
| 日本万国博覧会・日本館         | 1970年 | 大阪府吹田市   | 現存せず                                   |                                  |
| ウォーナー博士像覆堂           | 1971年 | 茨城県北茨城市 |                                            |                                  |
| 東京讃岐会館                   | 1972年 | 東京都港区     |                                            | 現・東京さぬき倶楽部             |
| 東京田中短期大学               | 1972年 | 東京都町田市   |                                            |                                  |
| 香川県立丸亀高等学校武道館     | 1973年 | 香川県丸亀市   |                                            |                                  |
| 銀座能楽堂                     | 1973年 | 東京都中央区   | 現存せず                                   |                                  |
| 茨城県公館・知事公舎           | 1974年 | 茨城県水戸市   | 現存せず                                   |                                  |
| 伊勢神宮内宮神楽殿             | 1978年 | 三重県伊勢市   |                                            |                                  |
| 角館町伝承館                   | 1978年 | 秋田県仙北市   |                                            | 現・仙北市立角館樺細工伝承館     |
| 醍醐寺宝聚院収蔵庫             | 1979年 | 京都市伏見区   |                                            |                                  |
| 石上神宮社務所・鎮魂殿・神庫   | 1979年 | 奈良県天理市   |                                            |                                  |
| 国立能楽堂                     | 1983年 | 東京都渋谷区   |                                            |                                  |
| 宇佐神宮研鑚殿・宝物殿・収蔵庫 | 1985年 | 大分県宇佐市   |                                            |                                  |
| 大濠公園能楽堂                 | 1986年 | 福岡市中央区   |                                            |                                  |
| 富山県入善町民会館             | 1986年 | 富山県入善町   |                                            |                                  |
| 角館町平福記念館               | 1988年 | 秋田県仙北市   |                                            | 現・仙北市立角館町平福記念美術館 |
| 高山屋台会館                   | 1988年 | 岐阜県高山市   |                                            |                                  |
| 三渓記念館                     | 1989年 | 神奈川県横浜市 |                                            |                                  |
| 大塚文庫                       | 1989年 | 東京都目黒区   |                                            |                                  |

## 著書
- 「建築作法―混在併存の思想から」思潮社 1989/08 ISBN 478371519X
- 「建築と気配―大江宏対談集」思潮社 1989/08 ISBN 4783715181

### 研究
- 「世界建築設計図集7 大江宏 国立能楽堂」同朋舎出版 1984 ISBN 4810410277
- 石井翔大「恣意と必然の建築　大江宏の作品と思想」鹿島出版会 2023 ISBN 9784306047006